# Demokratikus Összefogás Pártja (Dél-Korea)
A Demokratikus Összefogás Pártja (hangul: 더불어 민주당, Toburo Mindzsudang, handzsa: 더불어 民主黨, RR: Deobuleo Minjudang) centrista-liberális politikai párt Dél-Koreában, az ország kormányzó pártja 2020 óta. 2014 márciusában alapították, a 2020-as nemzetgyűlési választásokon 300-ból 180 mandátumot szerzett.